# Premio Reina Sofía del Deporte
El Premio Reina Sofía (hasta 2003, Premio Infantas de España SS. AA. RR. Doña Elena y Doña Cristina; después, hasta 2015, Premio Infanta de España Doña Elena) es el Premio Nacional del Deporte que se concede a la persona o entidad que más se haya destacado durante el año por un gesto especialmente relevante de nobleza o juego limpio en la práctica deportiva o que haya prestado una contribución especial a la erradicación de la violencia en el deporte. Es otorgado anualmente desde 1983 por el Consejo Superior de Deportes (CSD) en una ceremonia realizada en el Palacio Real de Madrid por la Casa Real. La propia reina Sofía es la encargada de entregar el trofeo a la persona o entidad galardonada.

## Premiados
Las personas y entidades que han recibido el Premio Reina Sofía son las siguientes:
| Año  | Persona o entidad premiada                                                  | Deporte o actividad                      |
| ---- | --------------------------------------------------------------------------- | ---------------------------------------- |
| 1982 | Cruz Roja Española                                                          | Ayuda a manifestaciones deportivas       |
| 1983 | José María Cagigal                                                          | Filosofía del deporte (a título póstumo) |
| 1984 | Rafael Núñez Blanes                                                         | Atletismo (a título póstumo)             |
| 1985 | Constantino Esparcia                                                        | Atletismo                                |
| 1986 | José Luis Doreste                                                           | Vela                                     |
| 1987 | Emilia Cano                                                                 | Atletismo                                |
| 1988 | Asociación Española de la Prensa Deportiva                                  | Asociación profesional                   |
| 1989 | Comisión Antidopaje de la RFEA                                              | Atletismo                                |
| 1990 | Campaña Juego Limpio de la RFEF                                             | Fútbol                                   |
| 1991 | Peña La Demencia del Estudiantes                                            | Baloncesto                               |
| 1992 | Colectivo de voluntarios olímpicos                                          | Olimpismo                                |
| 1993 | Dirección Gral. de Protección Civil                                         | Ayuda a manifestaciones deportivas       |
| 1994 | Fermín Cacho                                                                | Atletismo                                |
| 1995 | Laurent Jalabert                                                            | Ciclismo                                 |
| 1996 | Mateo Garralda                                                              | Balonmano                                |
| 1997 | Àlex Corretja                                                               | Tenis                                    |
| 1998 | Carlos Checa                                                                | Motociclismo                             |
| 1999 | Jesús Carballo Martínez                                                     | Gimnasia                                 |
| 2000 | Alfonso Pérez                                                               | Fútbol                                   |
| 2001 | José Manuel García Prades Josema Eduardo Sao Thiago Duda                    | Fútbol sala                              |
| 2002 | Toni Prats                                                                  | Fútbol                                   |
| 2003 | Cuerpos y Fuerzas de Seguridad del Estado                                   | Ayuda a manifestaciones deportivas       |
| 2004 | Instituto Navarro de Deporte y Juventud                                     |                                          |
| 2005 | Agencia Mundial Antidopaje                                                  | Lucha contra el dopaje                   |
| 2006 | Viceconsejería del Deporte de la Junta de Comunidades de Castilla-La Mancha |                                          |
| 2007 | Albert Puig Ortoneda                                                        | Fútbol                                   |
| 2008 | Samuel Sánchez                                                              | Ciclismo                                 |
| 2009 | Club de Montaña Peña Guara                                                  | Montañismo                               |
| 2010 | Real Federación Andaluza de Fútbol                                          | Fútbol                                   |
| 2011 | Sergi Barjuan                                                               | Fútbol                                   |
| 2012 | Valencia Basket Club                                                        | Baloncesto                               |
| 2013 | Alejandro Rodríguez Macías                                                  | Fútbol                                   |
| 2014 | Tarjeta Blanca - Copa Coca-Cola                                             | Fútbol                                   |
| 2015 | Andrés Iniesta                                                              | Fútbol                                   |
| 2016 | Laura Sarosi                                                                | Bádminton                                |
| 2017 | Juan Mata                                                                   | Fútbol                                   |
| 2018 | Sabrina Vega                                                                | Ajedrez                                  |
| 2019 | Carmen Ramos                                                                | Atletismo                                |
| 2020 | Premio extraordinario                                                       | N/A                                      |
| 2021 | Instituto Navarro del Deporte                                               |                                          |

1. ↑  Debido a la falta de competiciones en 2020, se otorgó un premio extraordinario a los y las deportistas que lucharon contra la pandemia de COVID-19